# Hecht farkasfalka
A Hecht farkasfalka a Kriegsmarine tengeralattjárókból álló második világháborús támadóegysége volt, amely összehangoltan tevékenykedett 1942. január 27. és 1942. február 4. között az Atlanti-óceán északi részén, Izlandtól keletre. A Hecht (Csuka)  farkasfalka három búvárhajóból állt, amelyek nem süllyesztettek el hajót. A tengeralattjárók nem szenvedtek veszteséget.

## A farkasfalka tengeralattjárói
| A hajó száma | Parancsnoka            | Részvétel kezdete | Részvétel vége   |
| ------------ | ---------------------- | ----------------- | ---------------- |
| U–352        | Hellmut Rathke         | 1942. január 27.  | 1942. február 4. |
| U–435        | Siegfried Strelow      | 1942. január 27.  | 1942. február 4. |
| U–455        | Hans-Heinrich Giessler | 1942. január 27.  | 1942. február 4. |